# Kosmos 64
Kosmos 64 – radziecki satelita rozpoznawczy; statek serii Zenit-2 programu Zenit, którego konstrukcję oparto na załogowych kapsułach Wostok. Misja udana.